# Dallithyris dubia
Dallithyris dubia är en armfotingsart som beskrevs av Cooper 1981. Dallithyris dubia ingår i släktet Dallithyris och familjen Terebratulidae. Inga underarter finns listade i Catalogue of Life.